# Matthias Weik

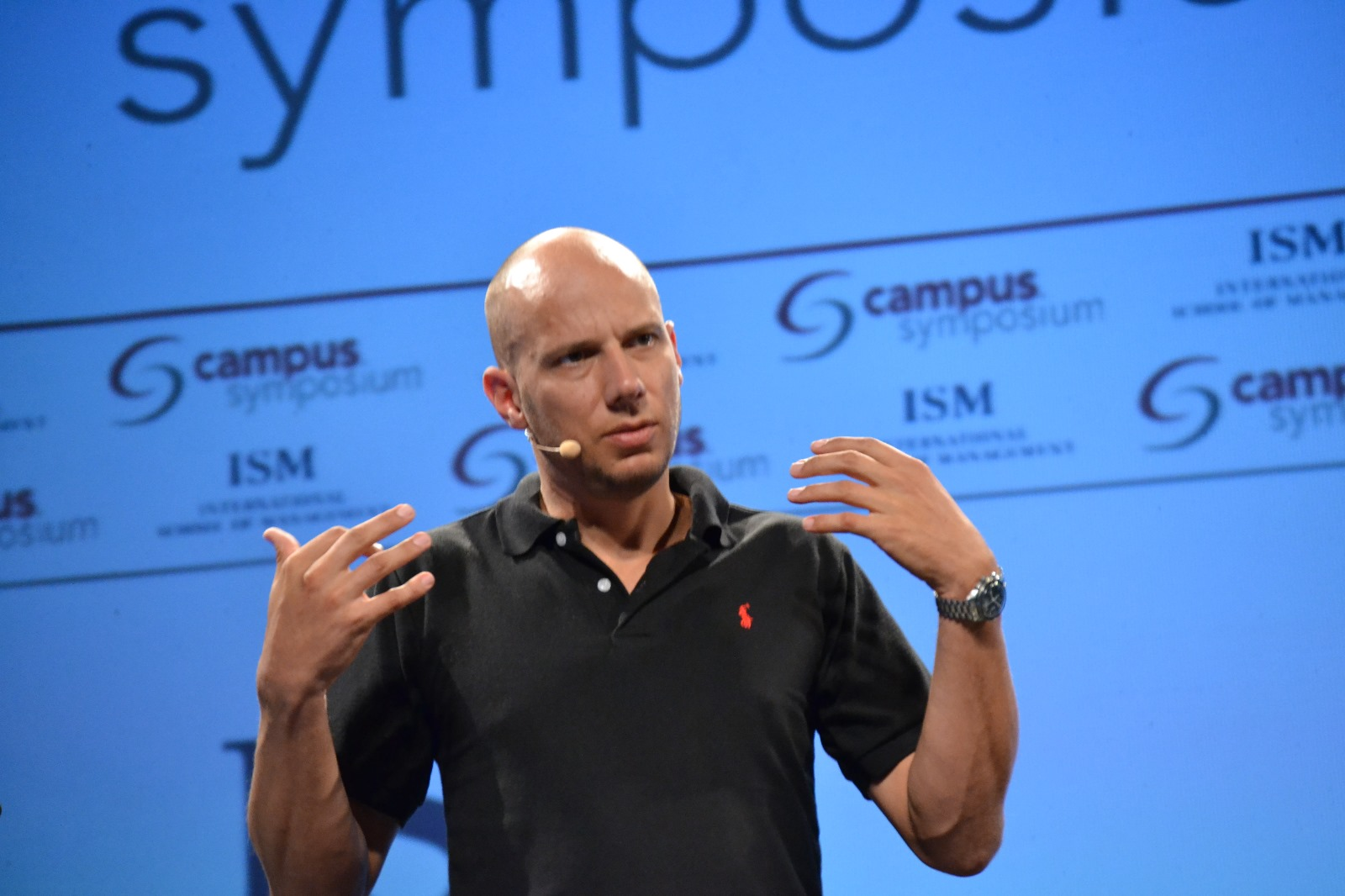
Matthias Weik

Matthias Weik (* 1976 in Stuttgart) ist ein deutscher Sachbuchautor im Bereich Wirtschaft und Finanzen.

## Leben
Matthias Weik studierte internationale Betriebswirtschaftslehre zuerst an der Hochschule Aalen. Im Anschluss setzte er sein Studium an der RMIT University in Melbourne (Australien) fort, wo er einen Abschluss in International Business erlangte. Nach seiner Rückkehr nach Deutschland erwarb er berufsbegleitend einen Master of Business Administration (MBA).
Weik lebte insgesamt fünf Jahre in Australien und verbrachte mehrere Monate in Asien und Südamerika, um die wirtschaftlichen, gesellschaftlichen und politischen Strukturen verschiedener Länder zu untersuchen. Diese interkulturellen Erfahrungen haben einen nachhaltigen Einfluss auf seine wirtschaftlichen Analysen und Vorträge.
Weik ist unter anderem als Gastautor bei Focus Online tätig.
Nach seinem Studium arbeitete Weik mehrere Jahre für einen deutschen Automobilhersteller, bevor er in die Finanz- und Investmentbranche wechselte. Dort befasste er sich mit Kapitalmärkten, Unternehmensfinanzierung und Vermögensverwaltung und analysierte unter anderem wirtschaftliche Krisen, die Stabilität des Finanzsystems sowie die Auswirkungen geopolitischer Entwicklungen auf Unternehmen und Investoren. Seit 2009 ist Weik als Vortragsredner tätig und referiert im In- und Ausland zu wirtschaftlichen und gesellschaftlichen Themen. Seine Schwerpunkte umfassen unter anderem den Wirtschaftsstandort Deutschland und Europa, Geldsysteme und Finanzpolitik, die Zukunft der Wirtschaft und Digitalisierung, Relokation und wirtschaftliche Transformation sowie globale Märkte und geopolitische Risiken.

## Sachwertefonds
Von 2017 bis 2020 waren Friedrich und Matthias Weik im Bereich Investmentfonds tätig und initiierten den „Friedrich & Weik Wertefonds“. Seit 2020 gehen sie beruflich getrennte Wege. Weik geht davon aus, dass das Papierzeitalter zu Ende geht und das Zeitalter der Sachwerte beginnen würde. Weil man Sachwerte nicht drucken könne wie Geld und Sachwerte immer Krisen überstanden hätten, gründeten sie Deutschlands ersten offenen „Sachwertfonds“.
Ihnen sei es wichtig, dass das Geld nicht nur in einem Sachwert angelegt werde, sondern in vielen Sachwerten, wie Gold, Wald, Diamanten oder Ackerland, ähnlich wie bei einem Mischfonds. Dadurch habe man niedrigere Risiken, aber auch niedrigere Gewinnchancen. Der Fonds ist an keinen Vergleichsindex gebunden, sondern es wird angestrebt, das angelegte Kapital vor Risiken zu schützen. Ausgeschlossen sind Staatsanleihen, wodurch auch Waffen finanziert würden oder Spekulationen auf Nahrungsmittelpreise.
Von der Börse Hamburg wurden sie 2017 zweimal in Folge als „Aktionsfonds des Monats“ ausgezeichnet. Das Verbrauchermagazin Finanztest kam im Januar 2020 hingegen zu der Bewertung, dass der Fonds am gemessenen Anspruch der Autoren „unzureichend“ sei. Der Fonds wurde Anfang 2017 aufgelegt und hatte bis Anfang 2020 eine Rendite von 4,4 Prozent erzielt. Im gleichen Zeitraum stiegen die globalen Aktienmärkte um etwa 38 Prozent und der Goldpreis um etwa 29 Prozent. Der Fonds sei zudem „relativ teuer“.

## Rezeption

### Einordnung und Kritik
Weik wird von Thomas Klemm als Crash-Prophet eingeordnet. Laut Werner Grundlehner von der NZZ gäbe es fünf typische Merkmale für solche Crash-Propheten, zu denen er auch Weik zählt: „Ihre Argumente sind simpel und auf den ersten Blick logisch; ihre Prophezeiungen sind Teil ihres Geschäftsmodells; in Fachkreisen nimmt sie keiner ernst; sie sind Medienstars; ihre Lösungen sind scheinbar einfach.“ Grundlehner vergleicht dies mit einer Strategie beim Roulette: „Ich setzte jedes Mal auf die grüne Null und verliere meistens. Wenn dann aber die Kugel auf der Null liegen bleibt, veranstalte ich einen Riesenhallo und erzähle allen von der Verfünfundreissigfachung des Einsatzes. Zahlreiche Besucher im Kasino werden mich als erfolgreichen Spieler in Erinnerung behalten.“ Laut Harald Freiberger von der Süddeutschen Zeitung wäre der Ton solcher Crash-Propheten, zu denen er auch Weik zählt, „illiberal“, es gäbe zudem „eine Nähe zu Rechtspopulismus und Verschwörungstheorien, manchmal auch zu Nationalismus“.

### Faktenchecks
Markus Neumann kam im Nachrichtenmagazin Focus in einem Faktencheck zu dem Ergebnis, dass die Vorhersagen der „Crash-Propheten“ Weik und Friedrich „einer näheren Überprüfung nicht stand“ halten. Er untersuchte 2020 das erste Buch der beiden Autoren aus dem Jahr 2012. Dort sagten sie etwa ohne konkrete Zeitangabe, aber mit den Schätzungen „zwei Wochen, zwei Monate oder zwei Jahre“ den größten Crash aller Zeiten voraus. Auch sieben Jahre später war das noch nicht eingetreten. Sie sagten aus, dass die Staatsschulden weiter ansteigen würden. Laut dem Internationalen Währungsfonds sanken diese hingegen. Sie sagten auch deutlich höhere Inflationsraten in der Euro-Zone voraus, tatsächlich sank die Inflationsrate. Sie rieten vom Kauf von Indexfonds ab und bezeichneten diese als „Irrsinn“. Tatsächlich konnten Anleger mit MSCI-World-Indexfonds in dieser Zeit eine Rendite von 170 Prozent erzielen. Wer hingegen, wie von den Autoren empfohlen, sein Geld in Gold anlegte, verlor 11,5 Prozent seines Kapitals.

## Publikationen
- mit Marc Friedrich: Der größte Raubzug der Geschichte. Warum die Fleißigen immer ärmer und die Reichen immer reicher werden, Bastei-Lübbe, Köln 2012, ISBN 978-3-404-60804-1.
- mit Marc Friedrich: Der Crash ist die Lösung. Warum der finale Kollaps kommt und wie Sie Ihr Vermögen retten, Bastei-Lübbe, 2015, ISBN 978-3-404-60858-4.
- mit Marc Friedrich: Kapitalfehler. Wie unser Wohlstand vernichtet wird und warum wir ein neues Wirtschaftsdenken brauchen, Eichborn, Köln 2016, ISBN 978-3-8479-0605-6.
- mit Götz W. Werner und Marc Friedrich: Sonst knallt’s! Warum wir Wirtschaft und Politik radikal neu denken müssen, Eichborn, Köln 2017, ISBN 978-3-8479-0634-6.
- mit Marc Friedrich: Der größte Crash aller Zeiten. Wirtschaft, Politik, Gesellschaft. Wie Sie jetzt noch Ihr Geld schützen können, Eichborn, Köln 2019, ISBN 978-3-8479-0669-8.
- Die Abrechnung: Das einzige Buch, das Ihr Erspartes vor Umverteilung und Krisen rettet, 2. Aufl., Ariston, München 2023, ISBN 978-3-424-20282-3.